# VP8
VP8 je otevřený formát kódování videa.
Původně byl vyvinut a 13. září 2008 představen společnosti On2 Technologies.
Jedná se o nástupce předešlého formátu VP7.
Kodek je implementován v knihovně libvpx. Po převzetí firmy On2 Technologies firmou Google byl 18. května 2010 kodek uvolněn pod licencí BSD.
Stejně tak byl pod licencí Creative Commons Attribution 3.0 Unported License uvolněn formát.
Spolu s kodekem byl uveden také nový formát video souboru WebM založený na Matrosce. Jeho nástupcem je video formát VP9.